# Tegeocranellus knysnaensis
Tegeocranellus knysnaensis är en kvalsterart som beskrevs av Kok 1968. Tegeocranellus knysnaensis ingår i släktet Tegeocranellus och familjen Tegeocranellidae. Inga underarter finns listade i Catalogue of Life.